# Une pause avec... Dr. Mario
Une pause avec... Dr. Mario, aussi connu sous le nom Dr. Mario Express aux États-Unis, est un jeu de puzzle développé par Arika et édité par Nintendo pour le service DSiWare de la Nintendo DSi. Au Japon, il est sorti en même temps que le service, le 24 décembre 2008. Il est ensuite sorti en Amérique du Nord le 20 avril 2009 et en zone PAL le 1er mai 2009.
Le jeu a eu des critiques généralement positives, recueillant une moyenne de 78,33 % sur GameRankings et de 76/100 sur Metacritic,. La presse a cependant regretté l'absence d'un mode multijoueur.